# Aleksandr Nikolaevič Dejč
Aleksandr Nikolaevič Dejč (in russo Александр Николаевич Дейч?) (Reni, 31 dicembre 1900  o 1º gennaio 1901 – 22 novembre 1986) è stato un astronomo sovietico naturalizzato romeno, citato, secondo la traslitterazione inglese, anche come Alexander Nikolaevich Deutsch.
Laureatosi all'Università Statale di San Pietroburgo, divenne direttore aggiunto dell'Osservatorio di Pulkovo prima del secondo conflitto mondiale e direttore durante l'assedio di Leningrado.
Il Minor Planet Center gli accredita la scoperta dell'asteroide 1148 Rarahu effettuata il 5 luglio 1929.